# Shivling
Shivling – szczyt w Himalajach. Leży w Indiach, w stanie Uttarakhand. Należy do jednej grani razem z takimi szczytami jak Thalay Sagar, Bhrigupanth i Meru. Sylwetka szczytu jest bardzo charakterystyczna i wznosi się 2 kilometry ponad opływający go od wschodu lodowiec Gangotri.
Pierwszego wejścia dokonali Hukam Singh, Laxman Singh, Ang Tharkey, Pemba Tharkey, Pasang Sherpa 3 czerwca 1974 r.
W październiku 2016 roku podczas wspinaczki na szczyt zginęli dwaj polscy alpiniści: Grzegorz Kukurowski (11.10) i Łukasz Chrzanowski (13.10).